# Дегоде, Антуан
Антуа́н Дегоде́ (фр. Antoine Desgodets; 1653 год, Париж — 20 мая 1728 года, там же) — французский архитектор и теоретик архитектуры.

## Биография
Учился в Париже. Был послан Кольбером от парижской академии учиться в Рим; на пути с товарищами (Авиле и Вайяном) был захвачен морскими разбойниками и уведён в Алжир. Освобождённый после 16-месячного плена отправился в Рим, где проучился три года.
По возвращении в отечество состоял на службе у короля, контролировал государственные строительные проекты. В 1694 году был принят в Королевскую академию архитектуры, с 1719 года стал в ней преподавать. Был премирован Людовиком XIV за создание так называемого «французского ордера» в архитектуре.
Умер в 1728 году.

## Сочинения
- Lois des bâtiments (1748)
- Его иллюстрированная книга «Античные постройки Рима» (Édifices antiques de Rome, dessinés et mesurés très-exactement, Париж, 1682) была переведена на английский язык Маршаллем (в двух частях, Лондон, 1795).